# Leonardo Grosso della Rovere
Leonardo Grosso della Rovere (Savona, 1464 – Roma, 17 settembre 1520) è stato un cardinale e vescovo cattolico italiano.

## Biografia

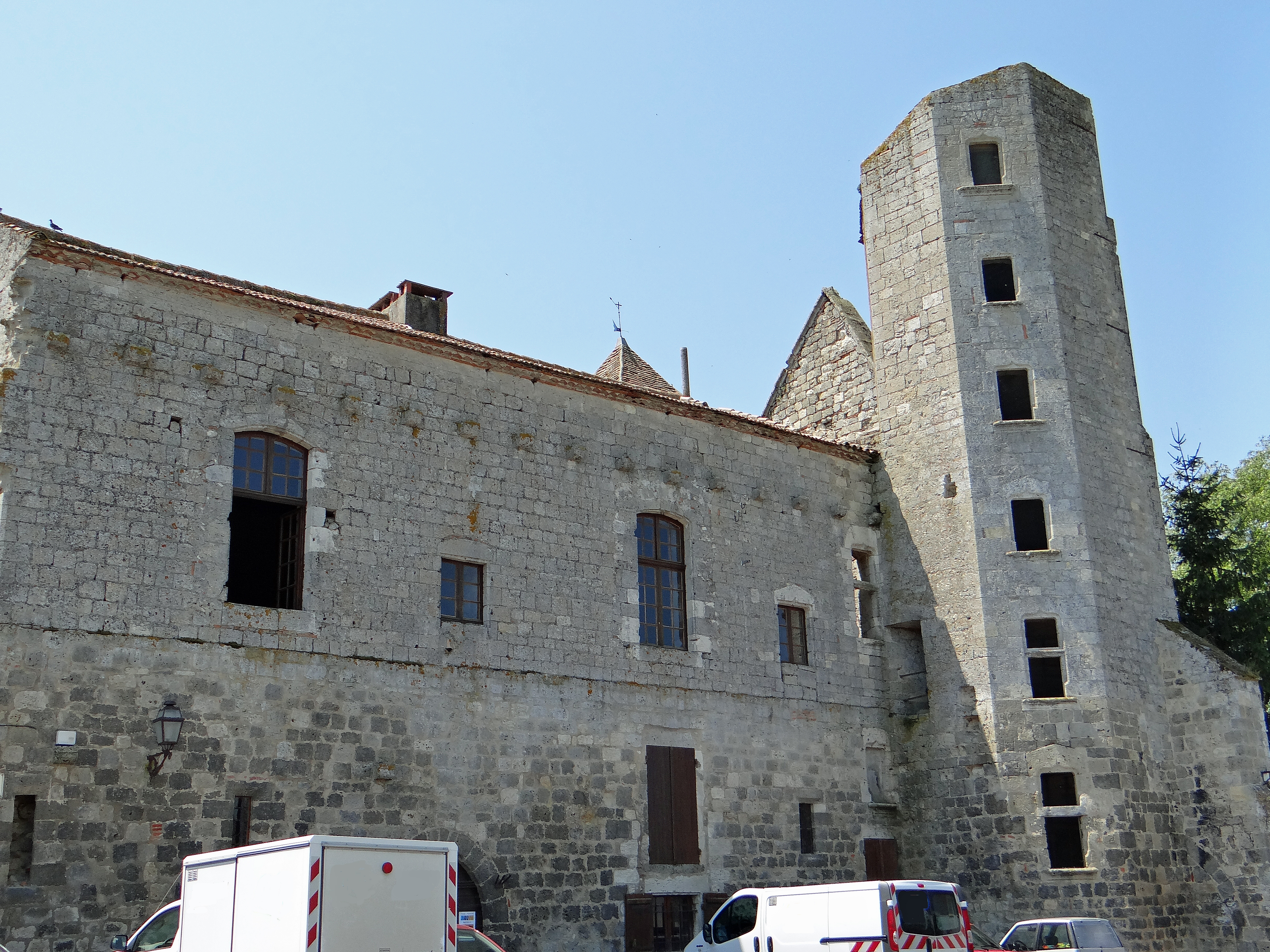
Castello di Bazens

Figlio di Antonio Grosso e Maria della Rovere.
Parente di papa Sisto IV, papa Giulio II e del cardinale Girolamo Basso della Rovere, nonché fratello del cardinale Clemente Grosso della Rovere, fu vescovo di Agen dal 9 dicembre 1487.
Papa Giulio II lo elevò al rango di cardinale presbitero del titolo dei Santi XII Apostoli nel concistoro del 1º dicembre 1505: optò in seguito per il titolo di Santa Susanna e poi per quello di San Pietro in Vincoli. Nel 1517 venne trasferito alla sede di Lucca.
Morì il 17 settembre 1520 all'età di 56 anni e fu sepolto nella basilica di Santa Maria Maggiore, della quale era arciprete.

## Successione apostolica
La successione apostolica è:
- Cardinale Sisto Gara della Rovere (1509)

## Ascendenza
|                                      |                 |                                          | Genitori          |  |  | Nonni |  |  | Bisnonni |  |  | Trisnonni |  |
|                                      |                 |                                          |                   |  |  |       |  |  | …        |  |  | …         |  |
|                                      |                 |                                          |                   |  |  |       |  |  | …        |  |  | …         |  |
|                                      |                 | …                                        |                   |  |  |       |  |  | …        |  |  |           |  |
| …                                    |                 |                                          |                   |  |  |       |  |  | …        |  |  |           |  |
|                                      |                 | …                                        | …                 |  |  |       |  |  |          |  |  |           |  |
|                                      |                 | …                                        | …                 |  |  |       |  |  |          |  |  |           |  |
|                                      |                 | …                                        | …                 |  |  |       |  |  |          |  |  |           |  |
| Antonio Grosso                       |                 | …                                        |                   |  |  |       |  |  |          |  |  |           |  |
|                                      |                 | …                                        | …                 |  |  |       |  |  |          |  |  |           |  |
|                                      |                 | …                                        | …                 |  |  |       |  |  |          |  |  |           |  |
|                                      |                 | …                                        | …                 |  |  |       |  |  |          |  |  |           |  |
| …                                    |                 | …                                        |                   |  |  |       |  |  |          |  |  |           |  |
|                                      |                 | …                                        | …                 |  |  |       |  |  |          |  |  |           |  |
|                                      |                 | …                                        | …                 |  |  |       |  |  |          |  |  |           |  |
|                                      |                 | …                                        | …                 |  |  |       |  |  |          |  |  |           |  |
| Leonardo Grosso della Rovere         |                 | …                                        |                   |  |  |       |  |  |          |  |  |           |  |
|                                      | Guglielmo Basso | …                                        |                   |  |  |       |  |  |          |  |  |           |  |
|                                      | Guglielmo Basso | …                                        |                   |  |  |       |  |  |          |  |  |           |  |
|                                      | Guglielmo Basso | …                                        |                   |  |  |       |  |  |          |  |  |           |  |
| Giovanni Basso, marchese di Bistagno | Guglielmo Basso |                                          |                   |  |  |       |  |  |          |  |  |           |  |
|                                      |                 | …                                        | …                 |  |  |       |  |  |          |  |  |           |  |
|                                      |                 | …                                        | …                 |  |  |       |  |  |          |  |  |           |  |
|                                      |                 | …                                        | …                 |  |  |       |  |  |          |  |  |           |  |
| Maria Basso della Rovere             |                 | …                                        |                   |  |  |       |  |  |          |  |  |           |  |
|                                      |                 | Leonardo Beltramo di Savona della Rovere | …                 |  |  |       |  |  |          |  |  |           |  |
|                                      |                 | Leonardo Beltramo di Savona della Rovere | …                 |  |  |       |  |  |          |  |  |           |  |
|                                      |                 | Leonardo Beltramo di Savona della Rovere | …                 |  |  |       |  |  |          |  |  |           |  |
| Luchina della Rovere                 |                 | Leonardo Beltramo di Savona della Rovere |                   |  |  |       |  |  |          |  |  |           |  |
|                                      |                 | Luchina Monteleoni                       | Giovanni Monleone |  |  |       |  |  |          |  |  |           |  |
|                                      |                 | Luchina Monteleoni                       | Giovanni Monleone |  |  |       |  |  |          |  |  |           |  |
|                                      |                 | Luchina Monteleoni                       | …                 |  |  |       |  |  |          |  |  |           |  |
|                                      |                 | Luchina Monteleoni                       |                   |  |  |       |  |  |          |  |  |           |  |